# Rose Leslie
Rose Eleanor Arbuthnot-Leslie (sinh ngày 9 tháng 2 năm 1987), được biết đến cái tên Rose Leslie, là nữ diễn viên người Scotland. Sau khi đoạt giải BAFTA Scotland cho vai diễn xuất sắc nhất trong phim New Town, cô đã nổi tiếng với vai Gwen Dawson trong bộ phim truyền hình Downton Abbey của đài ITV và trong phim Ygritte trong loạt phim Fantasy Game of Thrones của HBO. Cô hiện đang đóng vai Maia Rindell trong bộ phim chính trị của đài CBS The Good Fight.

## Tiểu sử
Leslie sinh ra trong một gia đình quý tộc ở Aberdeen, Scotland. Cô đã lớn lên tại lâu đài Lickleyhead ở Aberdeenshire, nơi tổ tiên của gia đình vào thế kỷ 15. Cha cô là Sebastian Arbuthnot-Leslie và mẹ cô là Candida Mary Sibyl "Candy" Leslie (nhũ danh Weld) là hậu duệ của Charles II của Scotland và Anh. Cô có bốn anh chị em ruột. Gia đình cô hiện đang sinh sống tại lâu đài Warthill thế kỷ 12 ở Old Rayne của Scotland. Ông nội của cô là Don Guillermo de Landa y Escandon, từng làm Thị trưởng thành phố México, và cô cũng thuộc anh em họ của nhà sử học người Anh, William Dalrymple.

## Sự nghiệp
Lần xuất hiện đầu tiên trên màn ảnh của cô là ở tuổi 21 trong bộ phim truyền hình New Town (2009), và cô đã giành được giải Scottish BAFTA cho Giải diễn xuất xuất sắc nhất - Giải thưởng Tài năng Mới.
Tháng 9 và tháng 10 năm 2010, cô trở thành người dẫn đầu trong bộ phim Bedlam nổi tiếng của Nell Leyshon được tổ chức tại Nhà hát Globe. Dựa trên bối cảnh tại Bệnh viện Hoàng gia Bethlem, đại diện của những người tị nạn tồi tệ nhất trong thời đại cải tạo, Leslie miêu tả tháng năm, một cô gái quê hương xinh đẹp bị điên do mất tình yêu. Charles Spencer của tờ Daily Telegraph ca ngợi màn trình diễn của cô, bình luận, "Leslie đã chứng tỏ sự xúc động thực sự." Vai diễn đột phá của cô là Gwen Dawson, một người hầu cận, trong loạt phim truyền hình đầu tiên cô tham gia Downton Abbey. Trong năm 2011, trong thời gian cô đang tham gia bộ phim Downton Abbey, Leslie đã xuất hiện trong hai tập của bộ phim truyền hình của Anh Case Histories.
Từ tháng 10 đến tháng 11 năm 2014, cô được xếp hạng cao trong bộ phim truyền hình dài bốn tập gồm The Great Fire. Sau đó cô đóng vai chính trong bộ phim kinh dị Honeymoon cùng với Harry Treadaway. Cô đã đóng vai DS Emma Lane trong bộ phim truyền hình của đài BBC Luther với Idris Elba với phản ứng tích cực và đóng vai chính cùng với Vin Diesel và Elijah Wood trong bộ phim viễn tưởng/hành động phiêu lưu năm 2010 The Last Witch Hunter. Năm 2016, cô vào vai Athena trong Sticky Notes cùng với Ray Liotta.
Cũng trong năm đó, Leslie đã tham gia bộ phim The Good Fight và một bộ phim truyền hình hợp pháp của đài CBS The Good Wife. Cô đóng vai Maia Rindell, một luật sư mới vừa thôi việc tại quán bar và gia đình cô tham gia vào một vụ lừa đảo tài chính, hủy hoại danh tiếng của cô. Tập đầu phát sóng vào tháng 2 năm 2017.

## Đời sống cá nhân
Leslie thông thạo tiếng Pháp và đã từng sống ở Pháp. Trong thời gian làm diễn viên, cô sống ở Battersea, London, cho đến khi chuyển đến Bắc London. Leslie bắt đầu hẹn hò với Kit Harington đóng cùng trong Game of Thrones vào năm 2012. Họ tuyên bố sự đính hôn của họ thông qua The Times vào tháng 9 năm 2017. Họ chính thức kết hôn vào ngày 23/6/2018 ở Scotland.

## Phim ảnh

### Phim
| Năm  | Tiêu đề               | Vai diễn       | Đạo diễn     | Chú thích                              | Ref(s) |
| ---- | --------------------- | -------------- | ------------ | -------------------------------------- | ------ |
| 2012 | Now Is Good           | Fiona          | Ol Parker    |                                        |        |
| 2014 | Honeymoon             | Bea            | Leigh Janiak |                                        |        |
| 2015 | The Last Witch Hunter | Chloe          | Breck Eisner |                                        |        |
| 2016 | The Last Dance        | Athena         | Amanda Sharp | Tiêu đề phát hành tại Mỹ: Sticky Notes |        |
| 2016 | Morgan                | Dr. Amy Menser | Luke Scott   |                                        |        |

### Chương trình truyền hình
| Năm         | Tiêu đề          | Vai diễn         | Mạng           | Chú thích                          | Ref. |
| ----------- | ---------------- | ---------------- | -------------- | ---------------------------------- | ---- |
| 2008        | Banged Up Abroad | Kim              | Channel 5      | Tập phim: "Lima"                   |      |
| 2009        | New Town         | Rhian            | BBC            | Phim truyền hình                   |      |
| 2010, 2015  | Downton Abbey    | Gwen Dawson      | ITV            | 8 tập                              |      |
| 2011        | Case Histories   | Laura Wyre       | BBC            | 2 tập                              |      |
| 2012        | Vera             | Lena Holgate     | ITV            | Tập phim: "The Ghost Position"     |      |
| 2012 – 2014 | Game of Thrones  | Ygritte          | HBO            | 17 tập                             |      |
| 2014        | Blandings        | Niagra Donaldson | BBC One        | Tập phim: "Custody of the Pumpkin" |      |
| 2014        | Utopia           | Young Milner     | Channel 4      | Episode #2.1                       |      |
| 2014        | The Great Fire   | Sarah Farriner   | ITV            | 4 tập                              |      |
| 2015        | Luther           | DS Emma Lane     | BBC One        | 2 tập                              |      |
| 2016        | Revolting Rhymes | Red Riding Hood  | BBC One        | 2 tập phim hoạt hình               |      |
| 2017 – nay  | The Good Fight   | Maia Rindell     | CBS All Access | Vai chính                          |      |

## Đề cử và giải thưởng
| Năm  | Giải thưởng                                | Thể loại                                                                        | Bộ phim         | Kết quả    | Ref. |
| ---- | ------------------------------------------ | ------------------------------------------------------------------------------- | --------------- | ---------- | ---- |
| 2009 | British Academy Scotland New Talent Awards | Best Acting Performance                                                         | New Town        | Thắng giải |      |
| 2013 | Screen Actors Guild Award                  | Outstanding Performance by an Ensemble in a Drama Series (shared with the cast) | Game of Thrones | Đề cử      |      |